# Roseli Machado
Roseli Aparecida Machado (* 17. Dezember 1968 in Coronel Macedo, Bundesstaat São Paulo; † 8. April 2021 in Curitiba) war eine brasilianische Leichtathletin, die sich auf den Langstreckenlauf spezialisiert hatte.

## Biografie
Roseli Machado begann im Alter von 12 Jahren mit dem Laufen. 1989 musste sie sich zwei Knieoperationen unterziehen und nahm erst 1992 wieder an Wettkämpfen teil. 1994 konnte sie ihre ersten großen internationalen Erfolge feiern: Sie startete unter anderem bei den Crosslauf-Weltmeisterschaften und konnte den America’s Finest City Half Marathon sowie den OneAmerica 500 Festival Mini-Marathon in Indianapolis gewinnen. 1995 wurde sie Brasilianische Meisterin über 5000 und 10.000 Meter und konnte das Boilermaker Road Race in New York City gewinnen. Auch im Crosslauf war Machado in diesem Jahr erfolgreich; so nahm sie erneut an den Weltmeisterschaften teil und wurde Südamerikanische Meisterin. Zudem wurde sie Siebte beim New-York-City-Marathon 1995.
Bei den Olympischen Sommerspielen 1996 in Atlanta startete Machado im Wettkampf über 5000 Meter, schied jedoch als Neunte ihres Vorlaufs vorzeitig aus. Des Weiteren konnte sie 1996 die Corrida Internacional de São Silvestre sowie einen weiteren nationalen Meistertitel über 5000 Meter gewinnen.
Am 8. April 2021 starb Machado im Alter von 52 Jahren während der COVID-19-Pandemie an den Folgen einer SARS-CoV-2-Infektion.